# Medveshidegkút
Medveshidegkút (szlovákul Studená) község Szlovákiában, a Besztercebányai kerület Rimaszombati járásában.

## Fekvése
Rimaszombattól 40 km-re délre, Fülektől 22 km-re délkeletre, a magyar határ mellett fekszik. Magyar nevének előtagja a Medvesaljára utal.

## Története
A falu a 13. század második felében keletkezett Egyházasbást határában. 1304-ben "Hydegkwth" alakban említik először. A 14. században a Kacsics nemzetség birtoka. A 15. században Somoskő várának tartozéka, majd a 16. századtól több nemesi család birtoka volt. 1554 és 1593 között török uralom alatt állt. 1828-ban 39 házában 548 lakos élt. Lakói főként mezőgazdasággal foglalkoztak.
Vályi András szerint "HIDEG KÚT. Magyar falu Nógrád Várm. földes Urai G. Keglevics, és több Urak, lakosai katolikusok, fekszik Fülekhez 1 mértföldnyire, Cserédnek filiája, határja, ’s vagyonnyai is meg lehetősek."
Fényes Elek szerint "Hidegkút, magyar falu, Nógrád vmegyében, 348 kath. lak. F. u. gr. Keglevics, s m. t. Ut. p. Rimaszombat."
A trianoni békeszerződésig Nógrád vármegye Füleki járásához tartozott. 1938 és 1944 között újra Magyarország része.

## Népessége
| Év:            | 1994. | 2004.   | 2014.   | 2024.   |
| -------------- | ----- | ------- | ------- | ------- |
| Emberek száma: | 293   | 277     | 273     | 280     |
| Eltérés:       |       | -5,46 % | -1,44 % | +2,56 % |

| Év:            | 2023. | 2024.   |
| -------------- | ----- | ------- |
| Emberek száma: | 287   | 280     |
| Eltérés:       |       | -2,43 % |

1910-ben 445, túlnyomórészt magyar lakosa volt.
2001-ben 275 lakosából 231 magyar, 22 szlovák és 21 cigány.
2011-ben 281 lakosából 227 magyar, 37 szlovák és 12 cigány.

## Nevezetességei
A faluban tájmúzeum található, ahol a medvesalja népi hagyományaiból látható kiállítás. A falunak a hagyományokat őrző női kórusa is van.

## Híres személyek
- Itt született 1884-ben Mag János, aki részt vett a spanyol polgárháborúban, majd a második világháború alatt Franciaországban az ellenállás harcosa volt.
- Itt született 1932-ben Mag Gyula tanár, múzeumigazgató.